# Bromelia antiacantha
Bromelia antiacantha o banana do mato, es una especie del género Bromelia que es originaria de Brasil y Uruguay.

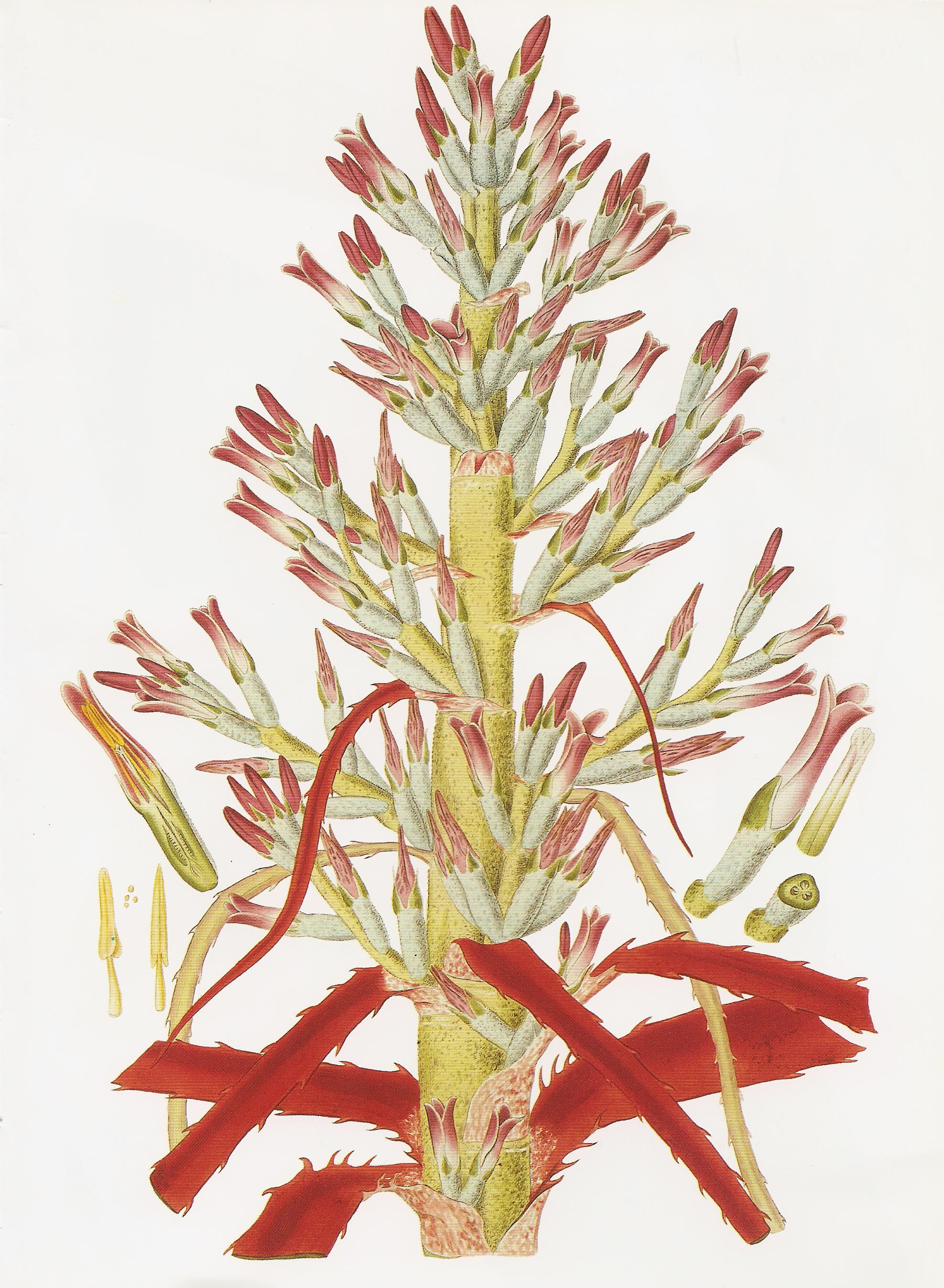
Ilustración

## Descripción
Planta de un metro de altura, muy espinosa que se encuentra en suelos húmedos y ricos en nutrientes.
Al momento de la floración las hojas más jóvenes se tiñen de rojo en su base. La flor es muy persistente, permaneciendo muchos días de colores violáceas y lilas.
Por otra parte el fruto es comestible.

## Taxonomía
Bromelia antiacantha fue descrita por Antonio Bertoloni y publicado en Viridarii Bononiensis vegetabilia cum aliis vegetabilibus commutanda ad annum MDCCCXXIV 4. 1824.
Etimología
Bromelia: nombre genérico que fue otorgado en honor del botánico sueco Olof Bromelius (1639 – 1705).
antiacantha: epíteto latíno que significa "lo opuesto de espinas"
Sinonimia
- Agallostachys antiacantha (Bertol.) Beer
- Bromelia sceptrum Fenzl ex Hügel
- Bromelia commeliniana de Vriese
- Agallostachys commeliniana (de Vriese) Beer
- Hechtia longifolia Baker[1]